# Hovgården

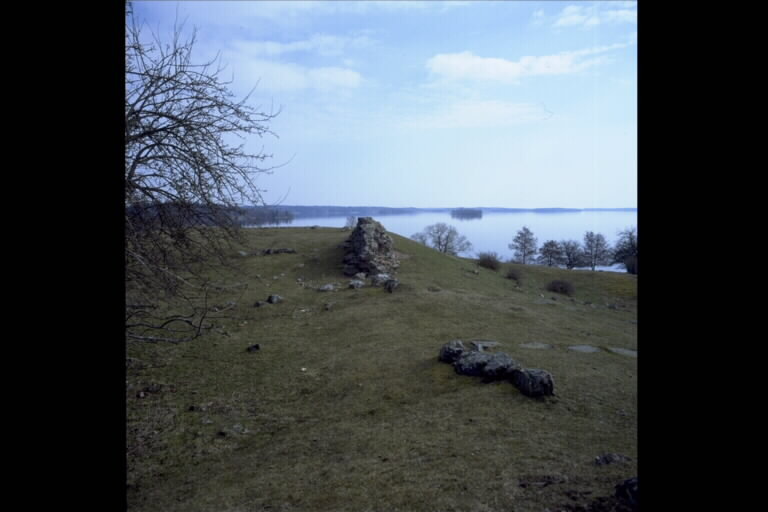
Vista hacia el Mälaren desde una colina en Hövgården

Hovgården ubicado en una lengua de tierra de la isla de Adelsö en el lago Mälaren es un sitio arqueológico en el poblado Adelsö en el municipio de Ekerö en Suecia. Fue fundado durante la época vikinga a finales del siglo VII y abandonado en el siglo X.
Junto a Birka, también en el lago Mälaren, son uno de los ejemplos mejor conservados de asentamiento vikingo. Ambos fueron incluidos en 1993 en la lista del Patrimonio de la Humanidad de la Unesco.

## Historia
Los restos arqueológicos más antiguos de Adelsö, que se encuentran al norte de Hovgården, son tumbas y túmulos de la Edad del Bronce (c. 1800-500 a. C.). Aparentemente, esta cultura sobrevivió hasta la Edad del Hierro (500-800 d. C.), ya que se han encontrado tumbas de la primera parte de este período en varios lugares de la zona. En Hovgården se han encontrado 124 tumbas; el más antiguo de finales de la Edad del Hierro romana (1-400 d. C.) y el más joven de principios de la Edad Media (c. 1050-1520), lo que indica que el área se ha poblado ininterrumpidamente durante este período. 
Justo al norte de la iglesia parroquial hay cinco grandes túmulos de los cuales tres se llaman Kungshögar. En sueco, Kung significa rey y högar, del Nórdico antiguo haugr, que significa montículo o túmulo. Hovgården aparentemente fue la ubicación de una finca real Kungsgård ya en la época vikinga (c. 800-1050 d. C.). Una excavación de uno de estos montículos reales en 1917 reveló los restos de un hombre rico que vivió alrededor del año 900 d. C. Fue quemado tendido en un bote, vestido con ropa cara pero sin armas, acompañado de caballos, vacas y perros.
Birka, la ciudad más antigua de Suecia, era un puesto de comercio internacional. Se ha asumido que el asentamiento real en Hovgården se estableció como el medio del rey para controlar Birka. Sin embargo, aunque Birka fue abandonada a mediados del siglo X, la finca real aparentemente no lo era, ya que la piedra rúnica U 11 de alrededor de 1070, que afirma haber sido tallada para el rey, se erigió junto a los montículos reales. Formaba parte de Uppsala öd, una red de propiedades reales que apoyaban a los reyes de Suecia.
Además, el rey Magnus Barnlock reemplazó el antiguo castillo por un palacio construido en ladrillo, Alsnö hus, en la década de 1270. En el palacio, el rey estableció la nobleza sueca a través de la Ordenanza de Alsnö (Alsnö stadga) en 1279. Sin embargo, el palacio fue destruido antes de finales de ese siglo, y como quedó en decadencia, Hovgården perdió importancia.

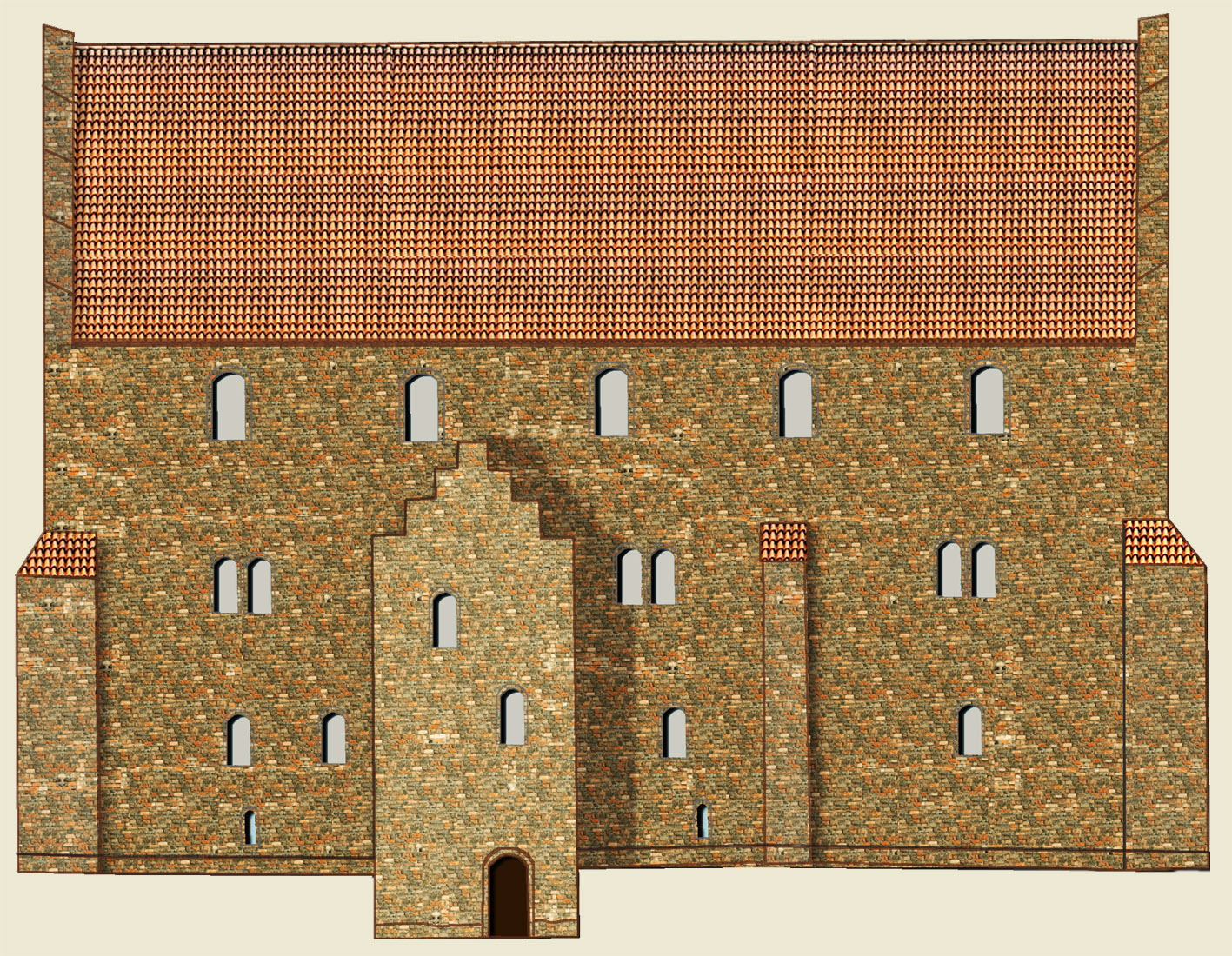
Reconstrucción de Alsnöhus